# Diaphananthe
Genre
Diaphananthe est un genre de plantes de la famille des orchidées.

## Liste d'espèces
Selon Catalogue of Life (31 octobre 2017) :
- Diaphananthe arbonnieri Geerinck
- Diaphananthe bidens (Afzel. ex Sw.) Schltr.
- Diaphananthe bueae (Schltr.) Schltr.
- Diaphananthe ceriflora J.B.Petersen
- Diaphananthe delepierreana J.-P.Lebel & Geerinck
- Diaphananthe divitiflora (Kraenzl.) Schltr.
- Diaphananthe dorotheae (Rendle) Summerh.
- Diaphananthe eggelingii P.J.Cribb
- Diaphananthe fragrantissima (Rchb.f.) Schltr.
- Diaphananthe gabonensis (Summerh.) P.J.Cribb & Carlsward
- Diaphananthe garayana Szlach. & Olszewski
- Diaphananthe ichneumonea (Lindl.) P.J.Cribb & Carlsward
- Diaphananthe lanceolata (Summerh.) P.J.Cribb & Carlsward
- Diaphananthe lecomtei (Finet) P.J.Cribb & Carlsward
- Diaphananthe letouzeyi (Szlach. & Olszewski) P.J.Cribb & Carlsward
- Diaphananthe lorifolia Summerh.
- Diaphananthe millarii (Bolus) H.P.Linder
- Diaphananthe odoratissima (Rchb.f.) P.J.Cribb & Carlsward
- Diaphananthe pellucida (Lindl.) Schltr.
- Diaphananthe plehniana (Schltr.) Schltr.
- Diaphananthe rohrii (Rchb.f.) Summerh.
- Diaphananthe sanfordiana Szlach. & Olszewski
- Diaphananthe sarcophylla (Schltr. ex Prain) P.J.Cribb & Carlsward
- Diaphananthe sarcorhynchoides J.B.Hall
- Diaphananthe spiralis (Stévart & Droissart) P.J.Cribb & Carlsward
- Diaphananthe subclavata (Rolfe) Schltr.
- Diaphananthe suborbicularis Summerh.
- Diaphananthe thomensis (Rolfe) P.J.Cribb & Carlsward
- Diaphananthe trigonopetala Schltr.
- Diaphananthe vagans (Lindl.) P.J.Cribb & Carlsward
- Diaphananthe vandiformis (Kraenzl.) Schltr.
- Diaphananthe vesicata (Lindl.) P.J.Cribb & Carlsward
- Diaphananthe welwitschii (Rchb.f.) Schltr.

Selon GRIN (31 octobre 2017) :
- Diaphananthe fragrantissima (Rchb. f.) Schltr.

Selon NCBI (31 octobre 2017) :
- Diaphananthe fragrantissima
- Diaphananthe ichneumonea
- Diaphananthe lorifolia
- Diaphananthe millarii
- Diaphananthe odoratissima
- Diaphananthe pellucida
- Diaphananthe sarcophylla
- Diaphananthe vesicata

Selon The Plant List (31 octobre 2017) :
- Diaphananthe arbonnieri Geerinck
- Diaphananthe bidens (Afzel. ex Sw.) Schltr.
- Diaphananthe bueae (Schltr.) Schltr.
- Diaphananthe ceriflora J.B.Petersen
- Diaphananthe delepierreana Lebel & Geerinck
- Diaphananthe divitiflora (Kraenzl.) Schltr.
- Diaphananthe dorotheae (Rendle) Summerh.
- Diaphananthe eggelingii P.J.Cribb
- Diaphananthe fragrantissima (Rchb.f.) Schltr.
- Diaphananthe garayana Szlach. & Olszewski
- Diaphananthe lorifolia Summerh.
- Diaphananthe millarii (Bolus) H.P.Linder
- Diaphananthe pellucida (Lindl.) Schltr.
- Diaphananthe plehniana (Schltr.) Schltr.
- Diaphananthe rohrii (Rchb.f.) Summerh.
- Diaphananthe sanfordiana Szlach. & Olszewski
- Diaphananthe sarcorhynchoides J.B.Hall
- Diaphananthe subclavata (Rolfe) Schltr.
- Diaphananthe suborbicularis Summerh.
- Diaphananthe trigonopetala Schltr.
- Diaphananthe vandiformis (Kraenzl.) Schltr.
- Diaphananthe welwitschii (Rchb.f.) Schltr.

Selon Tropicos (31 octobre 2017) (Attention liste brute contenant possiblement des synonymes) :
- Diaphananthe acuta (Ridl.) Schltr.
- Diaphananthe adoxa Rasm.
- Diaphananthe alfredi Geerinck
- Diaphananthe arbonnieri Geerinck
- Diaphananthe ashantensis (Lindl.) Schltr.
- Diaphananthe bidens (Afzel. ex Sw.) Schltr.
- Diaphananthe bilobata (Summerh.) F.N. Rasm.
- Diaphananthe brevifolia (Summerh.) Summerh.
- Diaphananthe bueae Schltr.
- Diaphananthe burttii Summerh.
- Diaphananthe caffra (Bolus) H.P. Linder
- Diaphananthe candida P.J. Cribb
- Diaphananthe ceriflora J.B. Petersen
- Diaphananthe congolensis (De Wild.) Summerh.
- Diaphananthe cuneata Summerh.
- Diaphananthe curvata (Rolfe) Summerh.
- Diaphananthe delepierreana J.-P.Lebel & Geerinck
- Diaphananthe densiflora Summerh.
- Diaphananthe divitiflora (Kraenzl.) Schltr.
- Diaphananthe dorotheae Summerh.
- Diaphananthe eggelingii P.J. Cribb
- Diaphananthe erecto-calcarata (De Wild.) Summerh.
- Diaphananthe falcata (De Wild.) Schltr.
- Diaphananthe fimbriata (Rolfe) Schltr.
- Diaphananthe fragrantissima (Rchb. f.) Schltr.
- Diaphananthe garayana Szlach. & Olszewski
- Diaphananthe globulosocalcarata (De Wild.) Summerh.
- Diaphananthe kamerunensis (Schltr.) Schltr.
- Diaphananthe kirkii (Rolfe) Schltr.
- Diaphananthe laticalcar J.B. Hall
- Diaphananthe laxiflora (Summerh.) Summerh.
- Diaphananthe longicalcar (Summerh.) Summerh.
- Diaphananthe lorifolia Summerh.
- Diaphananthe margaritae (De Wild.) Schltr.
- Diaphananthe meliantha P.J. Cribb
- Diaphananthe microphylla (Summerh.) Summerh.
- Diaphananthe mildbraedii (Kraenzl.) Schltr.
- Diaphananthe millarii H.P. Linder
- Diaphananthe monodon (Lindl. & Paxton) Schltr.
- Diaphananthe montana (Piers) P.J. Cribb & J. L. Stewart
- Diaphananthe muansae (Kraenzl.) Schltr.
- Diaphananthe mystacidioides (Kraenzl.) Schltr.
- Diaphananthe obanensis (Rendle) Summerh.
- Diaphananthe odoratissima (Rchb. f.) P.J. Cribb & Carlsward
- Diaphananthe orientalis (Mansf.) F.N. Rasm.
- Diaphananthe ovalis Summerh.
- Diaphananthe oxycentron P.J. Cribb
- Diaphananthe pachyrhiza P.J. Cribb
- Diaphananthe papagayi (Rchb. f.) Schltr.
- Diaphananthe paucifolia (D. Johanss.) R.Rice
- Diaphananthe peglerae (Bolus) Summerh.
- Diaphananthe pellucida (Lindl.) Schltr.
- Diaphananthe plehniana (Schltr. ex Schltr.) Schltr.
- Diaphananthe polyantha (Kraenzl.) F.N. Rasm.
- Diaphananthe polydactyla (Kraenzl.) Summerh.
- Diaphananthe producta (Kraenzl.) Schltr.
- Diaphananthe pulchella Summerh.
- Diaphananthe quintasii (Rolfe) Schltr.
- Diaphananthe rohrii (Rchb. f.) Summerh.
- Diaphananthe rutila (Rchb. f.) Summerh.
- Diaphananthe sanfordiana Szlach. & Olszewski
- Diaphananthe sarcophylla (Schltr. ex Prain) P.J. Cribb & Carlsward
- Diaphananthe sarcorhynchoides J.B. Hall
- Diaphananthe schimperiana Summerh.
- Diaphananthe stellata P.J. Cribb
- Diaphananthe stolzii Schltr.
- Diaphananthe subclavata (Rolfe) Schltr.
- Diaphananthe subfalcifolia (De Wild.) Schltr.
- Diaphananthe suborbicularis Summerh.
- Diaphananthe subsimplex Summerh.
- Diaphananthe tanneri P.J. Cribb
- Diaphananthe tenerrima (Kraenzl.) Summerh.
- Diaphananthe tenuicalcar Summerh.
- Diaphananthe trigonopetala Schltr.
- Diaphananthe ugandensis Summerh.
- Diaphananthe vandiformis (Kraenzl.) Schltr.
- Diaphananthe welwitschii (Rchb. f.) Schltr.
- Diaphananthe xanthopollinia (Rchb. f.) Summerh.